# Pacte électrique breton
Le pacte électrique breton est un document signé en 2010 et visant à résoudre les problèmes du réseau électrique en Bretagne.
La Bretagne se trouve régulièrement en situation de fragilité électrique lors des périodes de forte consommation du fait de sa situation péninsulaire et sa faible production électrique qui ne couvre que 8 % de sa consommation (principalement avec l'usine marémotrice de la Rance). Ces dernières années une forte croissance démographique et un dynamisme économique ont accru cette fragilité.

## Objectifs
Ce pacte vise à : 
- une maîtrise de la demande en électricité  en divisant par trois la croissance de cette demande entre 2010 et 2025[2] ;
- un important développement de la production d'énergies renouvelables en la portant à 3 600 MW en 2020[2]  ;
- une sécurisation de l'alimentation électrique (production et réseaux) avec  : 
  - le renforcement du réseau de transport d’électricité par la création d'une ligne à haute tension de 225 000 volts entre Lorient et Saint-Brieuc[2] et des dispositifs pour une meilleure gestion du réseau ;
  - la recherche et développement sur les réseaux intelligents et le stockage de l'énergie[2] ;
  - le développement de la cogénération (en 2010, 77 MW)[2] ;
  - l'implantation d’une centrale à cycle combiné gaz (CCG) dans la nord-ouest de la Bretagne (si possible aire urbaine de Brest) d'une puissance de 450 MW[2].

## Signataires
Ce document a été signé le 14 décembre 2010 par :
- Michel Cadot, préfet de Bretagne,
- Jean-Yves Le Drian[a], président du Conseil régional de Bretagne,
- Philippe Van de Maele, président de l'Agence de l'environnement et de la maîtrise de l'énergie,
- Dominique Maillard, président de Réseau de transport d'électricité (RTE),
- Isabelle Rougier, directrice générale de l'Agence nationale de l'habitat.

## Centrale de Landivisiau
Dans le cadre de l'implantation d'une moyen de production classique, un appel d'offres fut lancé en juin 2011 par l'État que remporta Direct Energie en coopération avec Siemens (via la société créée CEB, Compagnie électrique de Bretagne), qui construira et exploitera une centrale à cycle combiné à Landivisiau dans le nord-Finistère. Sa construction a débuté en février 2015 et la centrale devrait entrer en service au plus tôt en 2018.
La centrale sera reliée au réseau électrique haute tension à la station RTE de à La Martyre par une ligne souterraine de 225 000 volts spécialement créée de 18,3 km.